# 정준양
정준양(鄭俊陽, 1948년 2월 3일 ~ )은 대한민국의 기업인이다. 2009년 2월 포스코 회장에 취임했다. 2011년 4월부터 포항공과대학교의 8대 이사장으로도 재임하고 있다. 2011년 6월에는 공학한림원 회장에 선임됐다.

## 학력
- 1966 서울대학교 사범대학 부설고등학교
- 1975 서울대학교 공업교육 학사
- 1999 순천대학교 금속공학 석사

## 주요활동
- 2004.03 ~ 현재 : 국제철강협회 기술분과위원회 정회원
- 2006.03 ~ 현재 : 전경련 중소기업협력센타 이사
- 2007.10 ~ 현재 : 전경련 한호경제협력위원회 위원장
- 2008.02 ~ 현재 : 한국공학한림원 정회원
- 2008.10 ~ 현재 : 대한금속재료학회 회장

## 수상경력
- 1992.10 대통령 표창(건설유공)
- 1994.04 대한금속학회 기술상
- 2007.05 금탑산업훈장(국가경제발전 유공 - FINEX공장 준공)
- 2008 제 8호 명예 광양시민상
- 2009 매경이코노미 선정 올해의 ceo
- 2011 제 9회 가장 존경받는 기업인
- 2011 대한민국 ceo 그랑프리 제조업부문
- 2012 한국경제를 움직이는 인물 상생경영부문

- 2012 매경이코노미 선정 올해의 CEO
- 2012 제44회 한국의 경영자상
- 2013 철강기술협회 올해의 철강인상